# جيسيكا بريسلر
جيسيكا بريسلر صحفية أمريكية ومحررة مساهمة في مجلة نيويورك . تم ترشيح مقالتها لعام 2015 بعنوان «المحتالون في النقاط» لجائزة المجلة الوطنية، وتم تحويلها لاحقًا إلى فيلم روائي طويل بعنوان Hustlers (film) في عام 2019.

## حياة مهنية
أصبحت بريسلر محررة مشاركة لمدونة ديلي إنتل لمجلة لنيويورك (مجلة) في عام 2007 بعد أن عملت ككاتبة في مجلة فيلادلفيا وككاتبة مستقلة لمجلات المشاهير. في نيويورك ، كتبت على نطاق واسع عن «ثقافة الثروة والمال»،  قابلت خلالها الرؤساء التنفيذيين في وول ستريت مثل جولدمان ساكس و Lloyd Blankfein والرئيس التنفيذي لشركة AIG روبرت بنموش حول تورط شركاتهم في الأزمة المالية لعام 2008 . قام بريسلر بتحديد ملامح شخصيات نيويورك لين تيلتون وأنثوني سكاراموتشي. ظهرت مقالاتها الخاصة حول الخلاف بين كريس بورش وتوري بورش وثقافة الشركات الناشئة في وادي السيليكون في طبعات The Best Business Writing.
في عام 2014، كتبت بريسلر قصة عن طالب في مدرسة ستوفيسنت الثانوية زُعم أنه جنى 72مليون دولارًا  سهم تم تداوله، والتي تم الكشف لاحقًا على أنها غير صحيحة. ألغت بلومبرج نيوز عرض عمل قدمته لها لوحدة التحقيق الخاصة بهم بعد أن اعترف الطالب بأنه «اختلق الأمر برمته».
في 28 ديسمبر 2015، نشرت بريسلر مقالًا في نيويورك بعنوان «المحتالون في النقاط»،  قصة عن المتعريات الذين تلاعبوا باموال عملائهم. تم ترشيحها لجائزة المجلة الوطنية في عام 2016. قام فريق من المنتجين يضمنهم ويل فيريل «باقتناص» حقوق الفيلم في فبراير 2016. تم تكييف القصة لتصبح فيلم من إنتاج جلوريا سانشيز للإنتاج  بعنوان المحتالون ؛ النجوم كيكي بالمر وكونستانس وو وجينيفر لوبيز، مع جوليا ستايلز بدور «إليزابيث»، نسخة خيالية من بريسلر. صدر الفيلم عام 2019.
في عام 2018، كتبت قصة عن آنا سوروكين، إحدى نصابات كبار مجتمع مدينة نيويورك،  والتي تم تطويرها إلى سلسلة مصغرة Inventing Anna بواسطة نتفليكس وشوندا رايمز.
كتبت بريسلر أيضًا لـ GQ و Elle و Esquire و Smithsonian . كانت كاتبة منتظمة لملخص حلقة Gossip Girl لموقع Vulture ، وظهرت كمحررة لمجلة نيويورك في إحدى حلقاتها.

## الحياة الشخصية
تعيش بريسلر في كوينز، نيويورك.